# Гірняк Володимир Володимирович
Володимир Володимирович Гірняк (29 березня 1984, м. Львів — 21 липня 2022)  — український військовослужбовець, солдат 125 ОБрТрО Збройних сил України, учасник російсько-української війни. Кавалер ордена «За мужність» III ступеня (2023, посмертно).

## Життєпис
Володимир Гірняк народився 29 березня 1984 року у Львові.
Закінчив Львівську гімназію «Євшан», Автомобільно-дорожній фаховий коледж Національного університету «Львівська політехніка» (2013). Після проходження строкової служби працював приватним підприємцем.
Із початком повномасштабного російського вторгнення в Україну 2022 року вирушив добровольцем на фронт. Служив у складі 125-ї бригади ТрО. Загинув 21 липня 2022 року.
Похований 26 липня 2022 року на Полі Почесних поховань 86-А Личаківського цвинтаря.
Залишилися дружина, двоє дітей та батьки.

## Нагороди
- орден «За мужність» III ступеня (23 лютого 2023, посмертно) — за особисту мужність і самовідданість, виявлені у захисті державного суверенітету та територіальної цілісності України, вірність військовій присязі[2].